# يوتو مايدا
يوتو مايدا (باليابانية: 前田 悠斗) (22 نوفمبر 1994 في هيوغو في اليابان – )؛ هو لاعب كرة قدم كان يلعب كلاعب وسط.

## وصلات خارجية
- يوتو مايدا على موقع رابطة كرة القدم اليابانية للمحترفين (اليابانية)
- يوتو مايدا على موقع قاعدة بيانات كرة القدم.إي يو (الإنجليزية)
- يوتو مايدا على موقع Soccerway.com (الإنجليزية)